# Grecia la Jocurile Olimpice de vară din 2016
Grecia a participat la Jocurile Olimpice de vară din 2016 de la Rio de Janeiro în perioada 5 – 21 august 2016, cu o delegație de 93 de sportivi, care a concurat în 15 sporturi. După două ediții olimpice – Beijing 2008 și Londra 2012 – fără nicio medalie de aur, așteptările erau foarte reduse. Cu un total de șase medalii, inclusiv trei de aur, Grecia s-a aflat pe locul 26 în clasamentul final.

## Participanți
Delegația greacă a cuprins 93 de sportivi: 56 bărbați și 37 femei (rezervele la fotbal, handbal, hochei pe iarbă și scrimă nu sunt incluse). Cel mai tânăr atlet din delegația a fost atletul Miltiadis Tentoglou (18 ani), cel mai vechi a fost arcașa Evangelia Psarra (42 de ani).
| Sport         | Masculin | Feminin | Total |
| ------------- | -------- | ------- | ----- |
| Atletism      | 10       | 15      | 25    |
| Canotaj       | 8        | 2       | 10    |
| Ciclism       | 3        | 0       | 3     |
| Gimnastică    | 2        | 7       | 9     |
| Haltere       | 1        | 0       | 1     |
| Înot sincron  | _        | 2       | 2     |
| Judo          | 2        | 0       | 2     |
| Lupte         | 0        | 1       | 1     |
| Natație       | 10       | 4       | 14    |
| Navigație     | 5        | 2       | 7     |
| Polo pe apă   | 13       | 0       | 13    |
| Scrimă        | 0        | 2       | 2     |
| Tenis de masă | 1        | 0       | 1     |
| Tir           | 1        | 1       | 2     |
| Tir cu arcul  | 0        | 1       | 1     |
| Total         | 56       | 37      | 93    |

## Medalii

### Medaliați
| Medalie | Nume                              | Sport      | Probă                                | Dată      |
| ------- | --------------------------------- | ---------- | ------------------------------------ | --------- |
| Aur     | Anna Korakaki                     | Tir        | Pistol 25 m feminin                  | 9 august  |
| Aur     | Eleftherios Petrounias            | Gimnastică | Inele masculin                       | 15 august |
| Aur     | Ekaterini Stefanidi               | Atletism   | Săritura cu prăjina feminin          | 19 august |
| Argint  | Spyridon Gianniotis               | Natație    | Maraton (10 km) masculin             | 16 august |
| Bronz   | Anna Korakaki                     | Tir        | Pistol cu aer comprimat 10 m feminin | 7 august  |
| Bronz   | Pavlos Kagialis Panagiotis Mantis | Navigație  | 470 masculin                         | 18 august |

### Medalii după sport
| Sport      | Aur | Argint | Bronz | Total |
| Tir        | 1   | 0      | 1     | 2     |
| Gimnastică | 1   | 0      | 0     | 1     |
| Atletism   | 1   | 0      | 0     | 1     |
| Natație    | 0   | 1      | 0     | 1     |
| Navigație  | 0   | 0      | 1     | 1     |
| Total      | 3   | 1      | 2     | 6     |

## Natație
| Sportiv              | Probă      | Calificări | Calificări | Semifinale    | Semifinale    | Finală        | Finală        |
| Sportiv              | Probă      | Timp       | Loc        | Timp          | Loc           | Timp          | Loc           |
| -------------------- | ---------- | ---------- | ---------- | ------------- | ------------- | ------------- | ------------- |
| Panagiotis Samilidis | 100 m bras | 1:00,35    | 19         | Nu au avansat | Nu au avansat | Nu au avansat | Nu au avansat |

## Scrimă
| Sportiv                             | Probă           | Primul tur           | Al doilea tur        | Al treilea tur        | Sfert de finală | Semifinală    | Finala mică/Finala mare | Finala mică/Finala mare |
| Sportiv                             | Probă           | Adversar Scor        | Adversar Scor        | Adversar Scor         | Adversar Scor   | Adversar Scor | Adversar Scor           | Loc                     |
| ----------------------------------- | --------------- | -------------------- | -------------------- | --------------------- | --------------- | ------------- | ----------------------- | ----------------------- |
| Aikaterini-Maria Kontochristopoulou | Floretă feminin | Đỗ T A (VIE) P 13–15 | Nu a avansat         | Nu a avansat          | Nu a avansat    | Nu a avansat  | Nu a avansat            | Nu a avansat            |
| Vasiliki Vougiouka                  | Sabie feminin   | PAS                  | Wozniak (USA) C 15–8 | Egorian (RUS) L 11–15 | Nu a avansat    | Nu a avansat  | Nu a avansat            | Nu a avansat            |